# Південнокорейсько-хорватські відносини
Південнокорейсько-хорватські відносини (кор. 한국-크로아티아 관계, хорв. južnokorejsko-hrvatski odnosi) — історичні та поточні двосторонні відносини між Республікою Корея та Хорватією.
Хорватія має посольство в Сеулі. Південна Корея має посольство в Загребі.

## Історія
Республіка Корея визнала незалежну Хорватію 15 квітня 1992. Встановлення дипломатичних відносин між цими двома державами відбулося 18 листопада 1992. Південнокорейське посольство в Загребі відкрилося в 1994 році.
У березні 1992 року Республіку Корея відвідав міністр закордонних справ Хорватії Звонимир Шепарович, у грудні 1996 — міністр закордонних справ Мате Гранич, а в листопаді 2002 — міністр закордонних справ Тоніно Піцула. У квітні 2006 до Південної Кореї здійснив візит президент Хорватії Стіпе Месич, у вересні 2010 там перебував із візитом міністр закордонних справ Хорватії Гордан Яндрокович, у серпні 2014 — голова хорватського парламенту Йосип Леко, у травні 2018 — заступник голови Желько Райнер, у жовтні того ж року — міністр закордонних справ Марія Пейчинович-Бурич, а в лютому 2019 — міністр науки та освіти Блаженка Див'як.
Своєю чергою, Хорватію у серпні 2010 відвідав заступник голови Національної асамблеї Чон Уй Хва, в січні 2011 — голова Національної асамблеї Пак Хі Чай, у травні 2015 — заступник голови Чон Каб Юн, у червні 2015 — міністр закордонних справ Південної Кореї Юн Бьон Се, в липні того ж року — голова Національної асамблеї Чун Уй Хва, у вересні 2017 — заступник голови Національної асамблеї Пак Чи Сон, у квітні 2019 — генеральний комісар Корейської національної поліції Мін Габ Рьонг, а в червні 2023 — заступник голови Національної асамблеї Чон Ву Тек.
13 листопада 2002 в Сеулі підписано Угоду між Республікою Корея та Республікою Хорватія про уникнення подвійного оподаткування та запобігання ухиленням від сплати податків стосовно податків на доходи та майно, яка набула чинності 15 вересня 2006.
Станом на 2012 рік торгівля між Республікою Корея та Хорватією була незначною, становлячи 175 млн доларів США на рік.
Станом на 2022 рік південнокорейський експорт сягав 142 млн доларів США (автомобіле- і машинобудування, хімічна промисловість), а імпорт — 120 млн доларів США (виробництво сталі, текстиль, електроніка).
На 2023 рік у Хорватії проживало 158 корейців.
12 жовтня 2023 у Загребі відбулася зустріч прем'єр-міністра Хорватії Андрея Пленковича та прем'єр-міністра Республіки Корея Хан Док Су, на якій обидва голови урядів ухвалили спільну заяву про підвищення двосторонніх відносин до рівня всебічного партнерства, орієнтованого на майбутнє.
Як повідомило у грудні 2023 року Посольство України у Південній Кореї, Республіка Корея передала у вигляді гуманітарної допомоги Державній службі України з надзвичайних ситуацій 10 машин для розмінування виробництва хорватської фірми DOK-ING, які розподілили між підрозділами ДСНС, залученими до розмінування деокупованої української території.